# Козловский, Станислав Габриель
Станислав Габриель Козло́вский (пол. Stanisław Gabriel Kozłowski; 18 марта 1860, Варшава — 2 января 1922, Наленчув) — польский драматург и литературный критик. Писал также под псевдонимами Адам Флис (Adam Flis) и Станислав Брочвич (Stanisław Brochwicz).

## Биография
Станислав Габриель Козловский родился в 1860 году в Варшаве в семье Франтишека Козловского, владельца вагонного завода. В 1880 году закончил варшавское реальное училище. Позже учился в Рижском техническом университете на химическом факультете, который так и не закончил. Вернулся в Варшаву, где несколько лет работал клерком в страховой компании «Przezorność» («Предусмотрительность»), а также преподавал математику в школе.
В 1886 году победил на литературном конкурсе имени Войцеха Богуславского, организованного популярной газетой «Gazeta Polska», представив трагедию в стихах «Альберт, мэр Кракова», посвящённую восстанию в Кракове в 1311-1312 годах. Несмотря на победу в конкурсе, пьеса получила отрицательные отзывы ряда критиков. В частности, о ней резко негативно отозвался Болеслав Прус, посвятив ей отдельную статью. Сама пьеса была опубликована в 1887 году, но в театре из-за цензуры поставлена не была (премьера состоялась лишь в 1902 году в Кракове и закончилась провалом). Последующие пьесы «Эстерка» («Esterka», 1886) и «Турнир» («Turniej», 1897) были благосклонно приняты публикой и критиками и получили известность. Они были поставлены в театре и 1897 году прошли их премьеры в Кракове и Варшаве. Всего Козловский написал около 30 пьес. Кроме того он занимался литературной критикой.
В конце жизни у Козловского стали проявляться симптомы психического заболевания. 2 января 1922 года он покончил с собой в Наленчуве. Похоронен на Повонзковском кладбище в Варшаве (участок 25-3-10 / 11).

### Семья
Был женат на Софие Козловской в девичестве Богуславской (1879—1951) (отец Софии — Владислав Богуславский — литературный критик, музыкальный и театральный режиссёр; дед — Станислав Богуславский — журналист, актёр и комедиограф; прадед — Войцех Богуславский — актёр, оперный певец, режиссёр, писатель, драматург, переводчик). В браке родилась дочь — польская актриса Ханна Малковская (1903—1986), которая позже вышла замуж за польского художника Витольда Малковского (1884—1962).

## Критика
Энциклопедический словарь Брокгауза и Ефрона (1905) так характеризовал драмы Козловского: «Содержание их взято большею частью из польской истории или из современной жизни литературно-научных кружков Варшавы; по идеям они мало оригинальны, но отличаются сценическими эффектами, юмором, красивыми стихами. Недостаток их — отсутствие истинного вдохновения, однообразие психологических конфликтов».
«Большая энциклопедия» под редакцией С. Н. Южакова (1903) так описывала пьесы Козловского: «Известность ему доставила трагедия „Albert, wójt krakowski“ […]. Вторая же трагедия — „Esterka“ (1896) […] вышла гораздо слабее. Новейшая драма Козловского „Turniej“ (1897) имела шумный успех».

## Галерея
- С.Г. Козловский, 1899
- С.Г. Козловский, 1901
- С.Г. Козловский, 1907
- С.Г. Козловский, 1920-е
- Могила С.Г. Козловского (в центре внизу)

## Произведения

### Пьесы
- «Альберт, мэр Кракова» («Albert, wójt krakowski», 1886) — трагедия в стихах; получила первое место на конкурсе имени Войцеха Богуславского;
- «Эстерка» («Esterka», 1886) — трагедия, история легендарной Эстерки — еврейской девушки, ставшей любовницей Казимира Великого.
- «Турнир» («Turniej», 1897) — драма времён итальянского Ренессанса.
- «Табориты» («Taboryci», 1898) — трагедия на фоне гуситских войн, посвящённая религиозному движению таборитов.
- «Диана» («Dyana», 1901) — историческая комедия.
- «Символист» («Symbolista», 1901).
- «Ks. Józef pod Blachą» — историческая комедия.
- «Светило» («Luminarz») — социальная сатира.
- «Редут» («Reduta», 1903) — историческая комедия.
- «На корабле» («Pod okrętem», 1904) — комедия нравов, действие которой происходит в буржуазной Варшаве.
- «Командир» («Komandor», 1905)
- «Символист» («Symbolista»)
- «Факел» («Pochodnia», 1907) — модернистская драма;
- «Графиня Козель» («Hrabina Cosel», 1908) — историческая драма об Анне Козель.
- «Ева Франк» («Ewa Frank», 1909) — о Еве Франк и франкистской секте евреев.
- «Пленник Наполеона» («Jeniec Napoleona», 1912)
- «Медаль 3-го мая» («Medal 3-go maja») (1916) — 3 мая 1792 года была принята первая польская Конституция.
- «Трибуны» («Trybuni», 1921) — о событиях после Первой мировой войны.
- «Полька в Америке» («Polka w Ameryce»)
- «Миссионер» («Misjonarz»)
- «Serwis Galowy»
- «Сама добродетель!»

### Очерки
- «O trylogji Sienkiewicza» («О трилогии Сенкевича»), 1900[7].
- «Kazimierz Pułaski» («Казимир Пулавский»), 1901).
- «Marja Konopnicka: szkic krytyczny» («Мария Конопницкая: критический очерк», 1901)[8].
- «Stanisław Żołkiewski, kanclerz koronny i hetman» («Станислав Жолкевский, наследный канцлер и гетман», 1904)[9].
- Также Козловский поместил несколько литературных очерков в журнале «Biblioteka Warszawska».